# Chiesa di Saint-Pierre-le-Vieux
La chiesa di Saint-Pierre-le-Vieux ('San Pietro Vecchia') è un complesso di due chiese situato nel centro storico della città francese di Strasburgo, in place de Saint-Pierre-le-Vieux, all'incrocio tra rue 22 Novembre e la Grand'rue.
È un edificio di culto particolare come chiesa interreligiosa, in quanto diviso in due parti: una cattolico-romana (con ingresso da rue 22 Novembre) e l'altra protestante (con ingresso dalla Grand'rue).

## Storia
Nella chiesa, costruita su una delle più importanti vie romane (la Strata Superior), sono ravvisabili vestigia di epoca merovingia, ma il primo riferimento noto si riscontra in un documento del 1130. L'attuale edificio gotico è stato costruito tra il 1381 e il 1428.
Nel 1529 la chiesa divenne luterana, ma nel 1683, a seguito della conquista di Strasburgo, Luigi XIV ordinò la restituzione al culto cattolico della parte del coro, e fece costruire un muro di separazione al livello del jubé (la tribuna su archi che serve a isolare il coro nelle chiese gotiche) al fine di limitare il culto protestante alla parte della navata.
Nel 1867, in considerazione di un aumento dei fedeli cattolici, fu deciso un ampliamento della parte cattolica: l'architetto Jean Geoffroy Conrath fece abbattere il coro tardo-gotico e realizzò un edificio perpendicolare all'asse del vecchio edificio.
Nel 2012 è stata infine aperta una porta di comunicazione tra le due parti.

## Interno

### Settore cattolico
All'interno della parte cattolica sono conservate alcune opere interessanti:
- Frammenti di vetrate (integre sino al 1869), testimonianza dell'arte vetraria durante il periodo del Gotico internazionale degli inizi del XV secolo[1]
- Scene della vita di San Pietro e Santa Valeria: pannelli in legno di tiglio con altorilievi eseguiti da Veit Wagner, provenienti dall'altare del coro del XV secolo
- Alcuni dipinti, un tempo collocati nel coro, sul tema della Passione di Cristo, opera di Henri Lutzelmann
- Altorilievi rappresentanti la Via Crucis
- Quattro dipinti raffiguranti scene della Vita di Cristo dopo la resurrezione
- Organo Roethinger del 1960

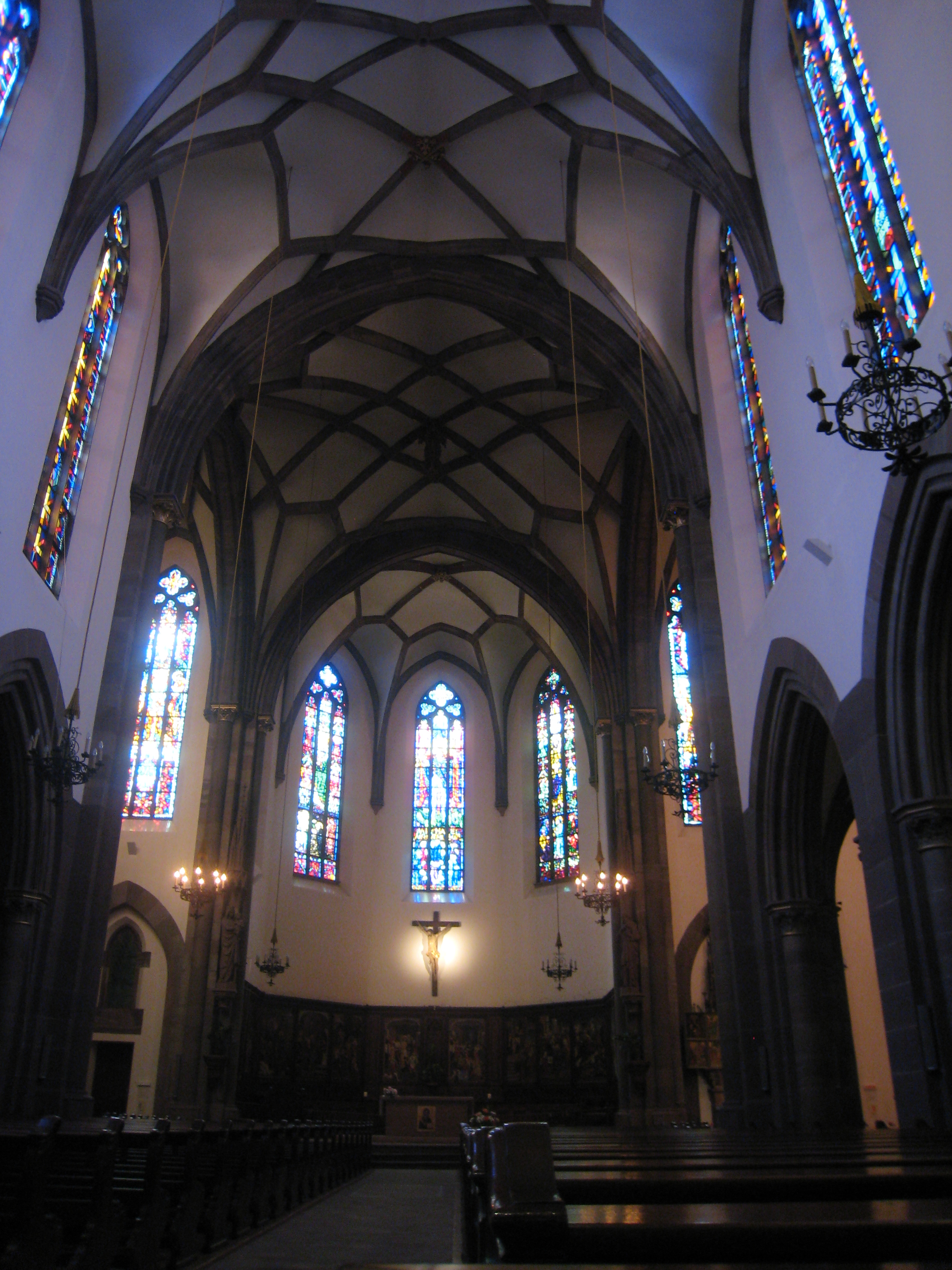
Interno della chiesa cattolica
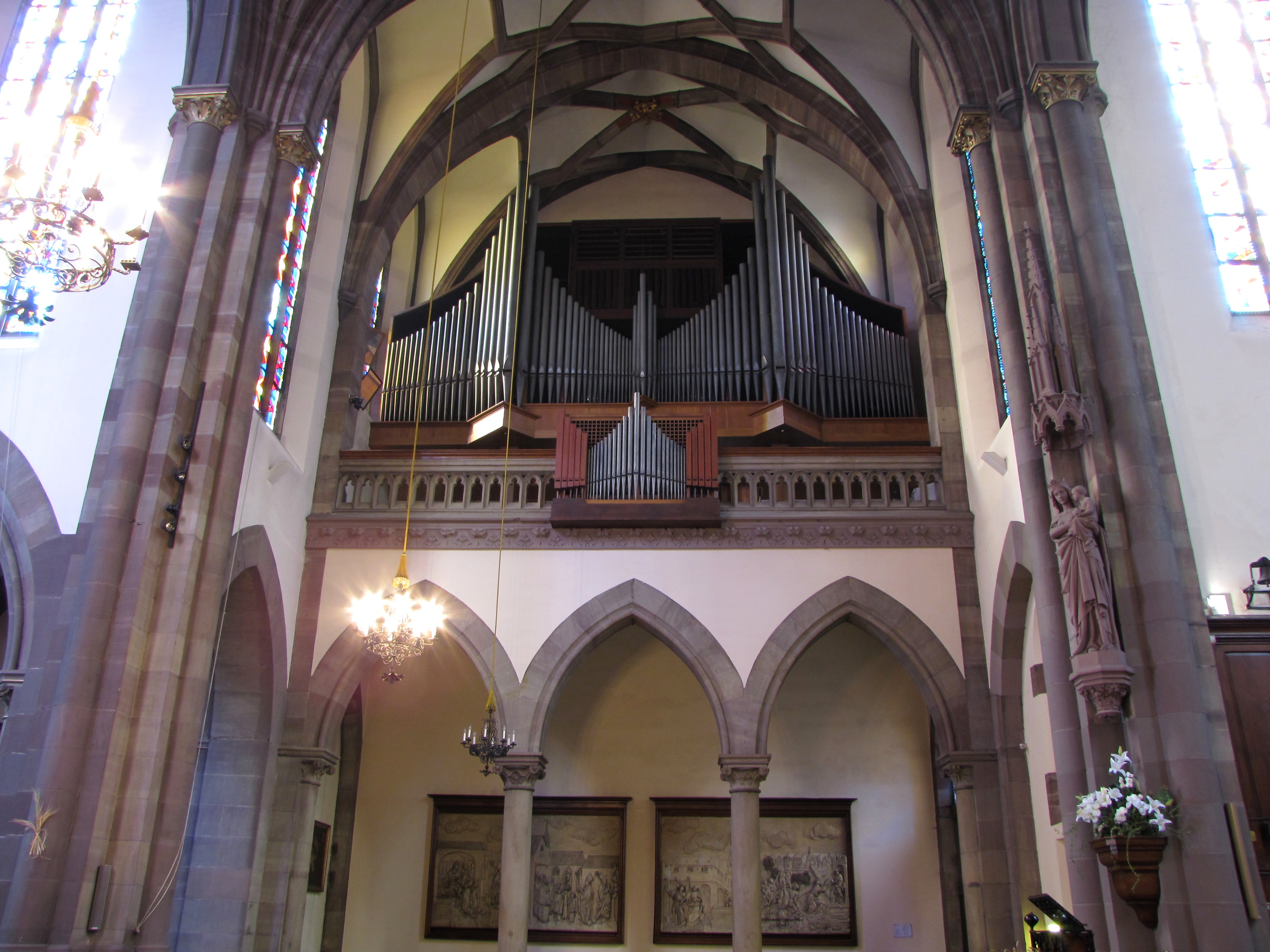
L'organo Roethinger e i pannelli di Veit Wagner
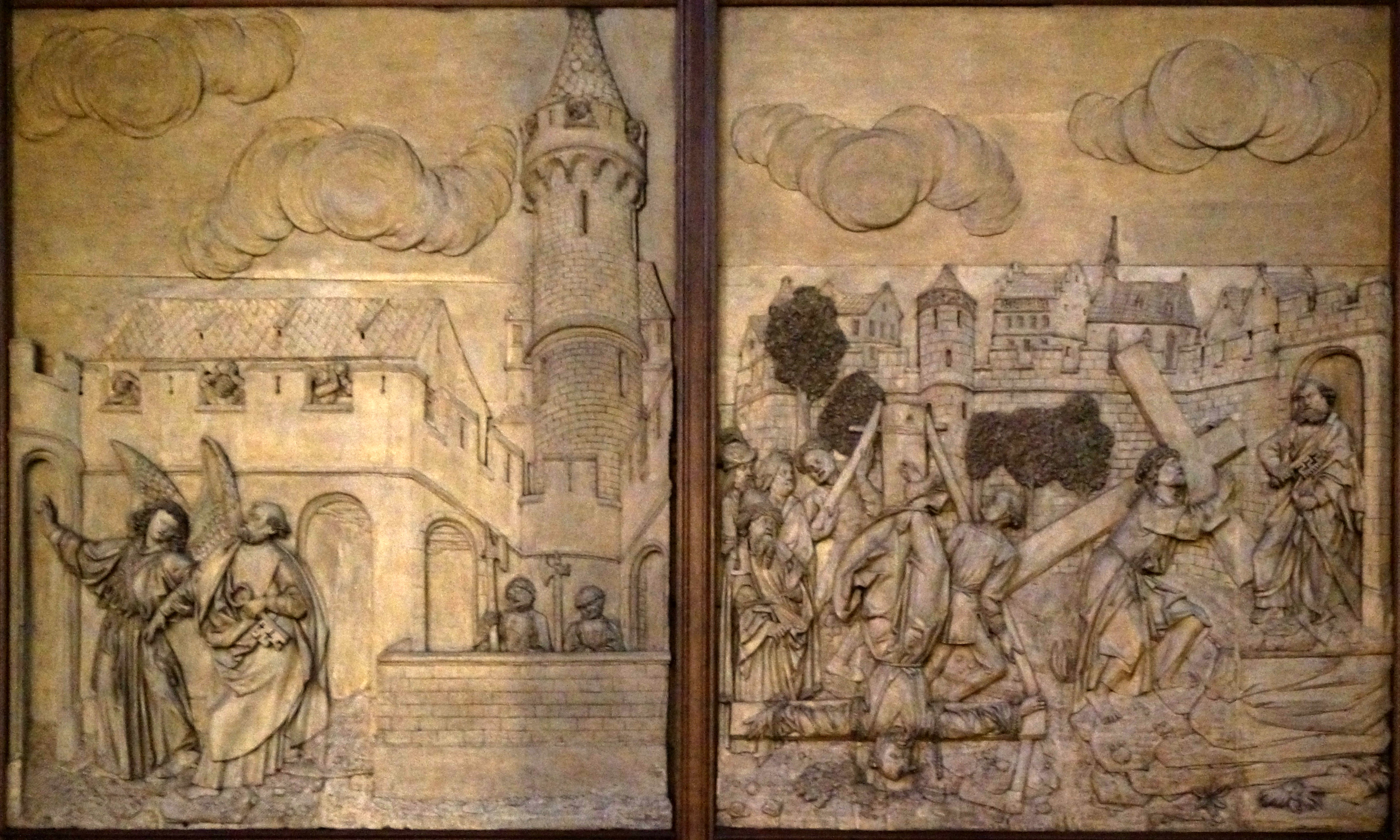
Scene della vita di San Pietro e Santa Valeria
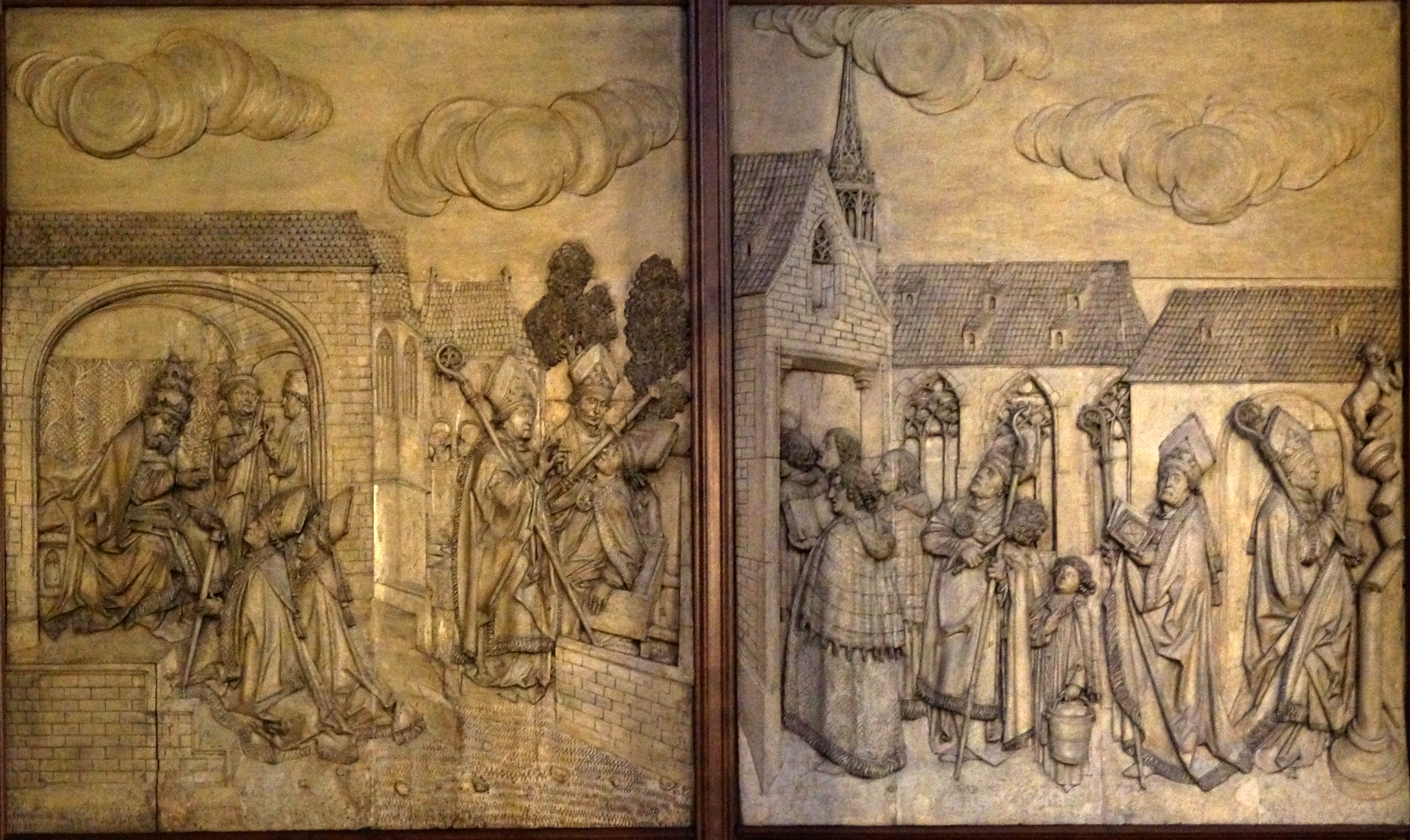
Scene della vita di San Pietro e Santa Valeria
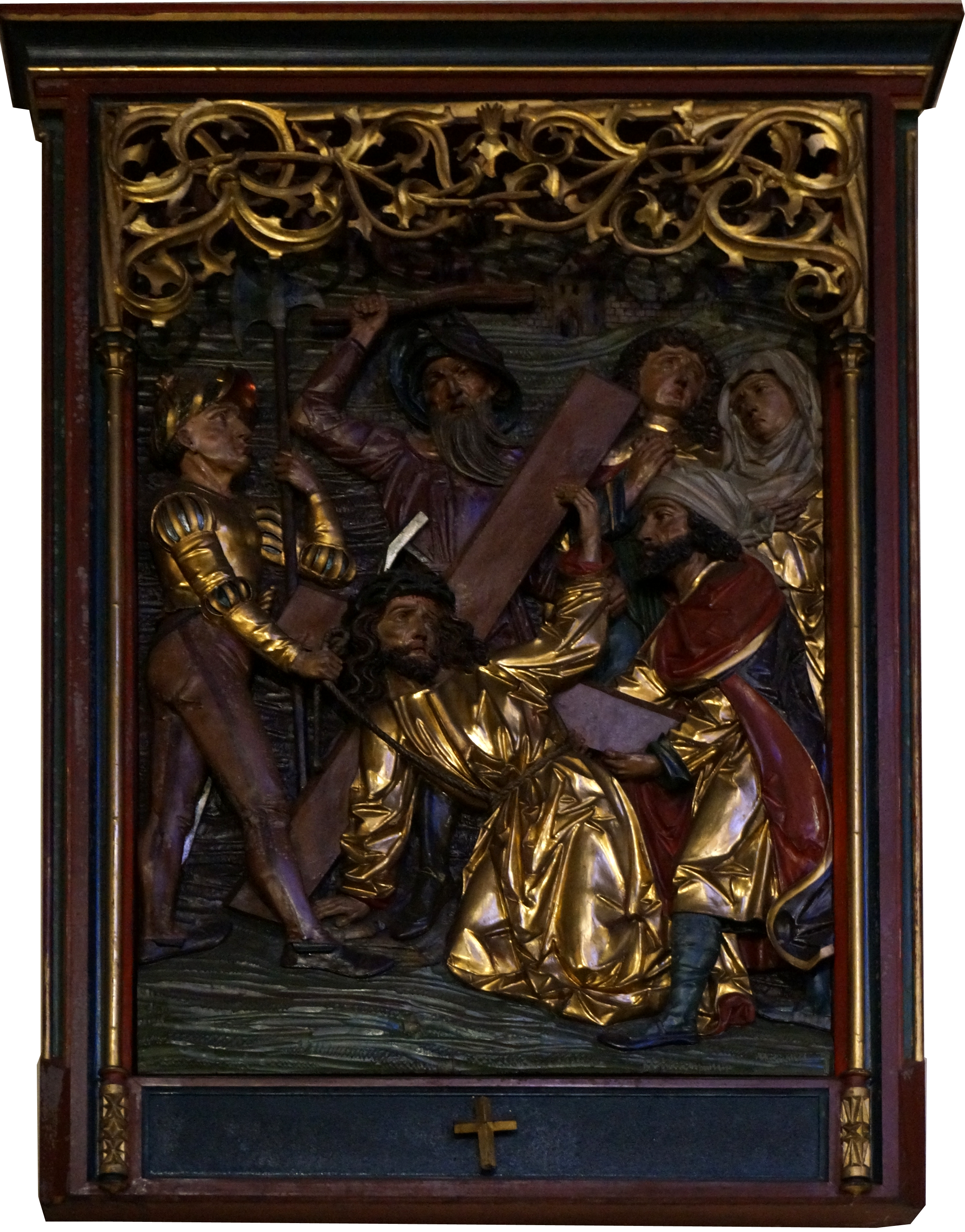
Via Crucis
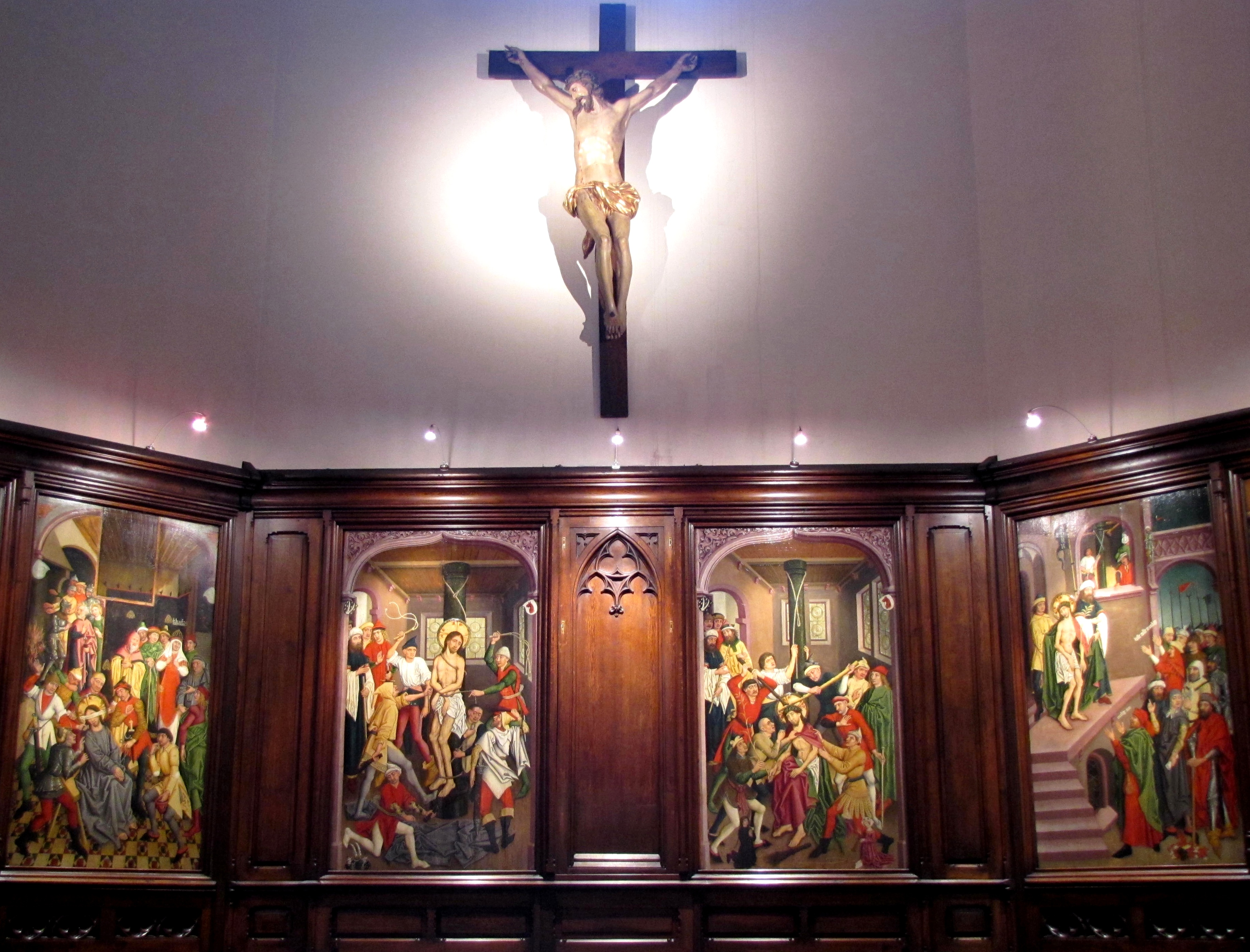
Passione di Cristo
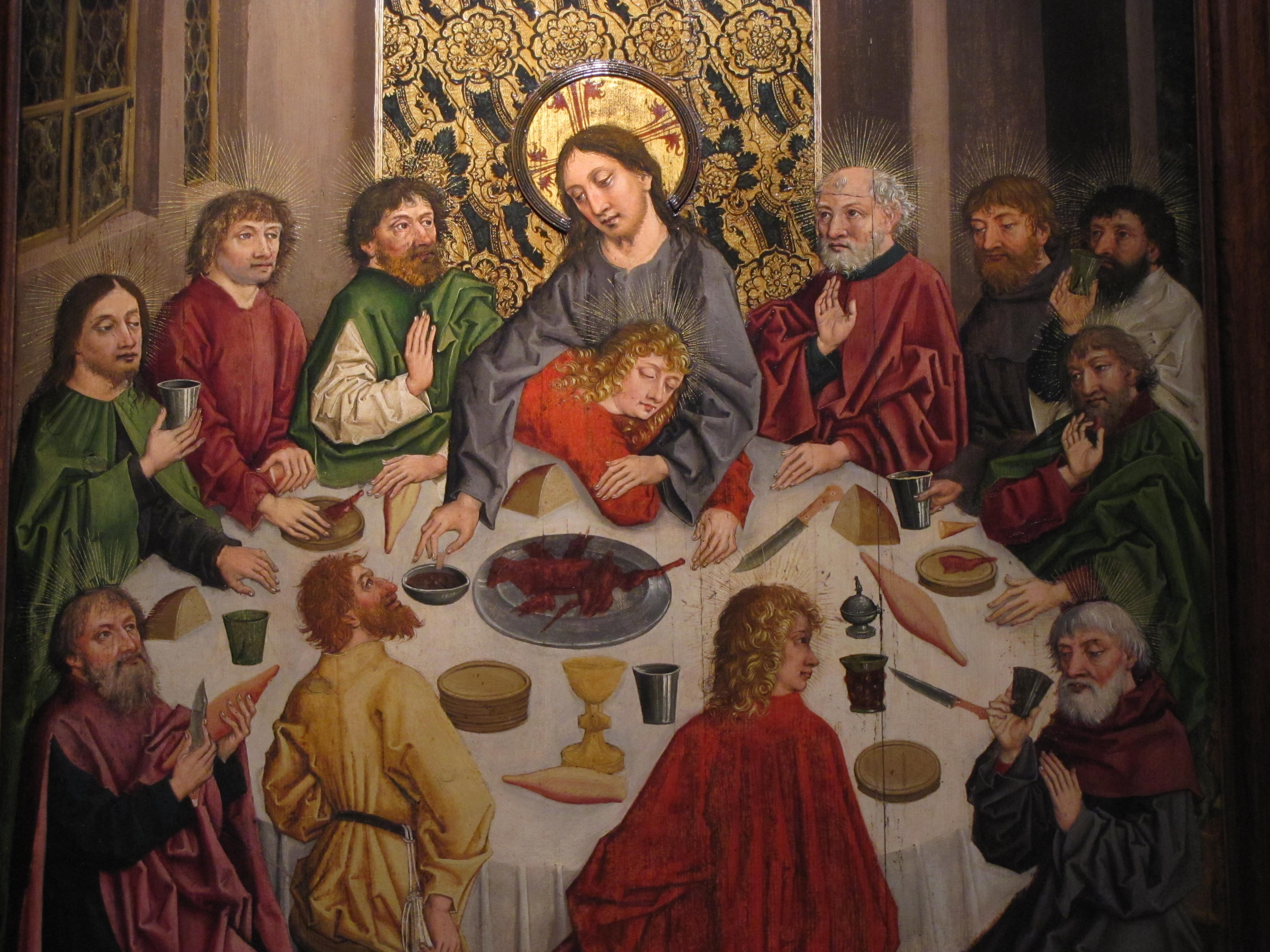
Passione di Cristo

### Settore protestante
All'interno della parte protestante sono conservate alcune altre opere interessanti:
- Pannello in legno scolpito policromo, del 1520, rappresentante la Sacra Parentela, opera di Hans Wydyz
- Frammenti d'affreschi gotici
- Organo Walcker del 1898

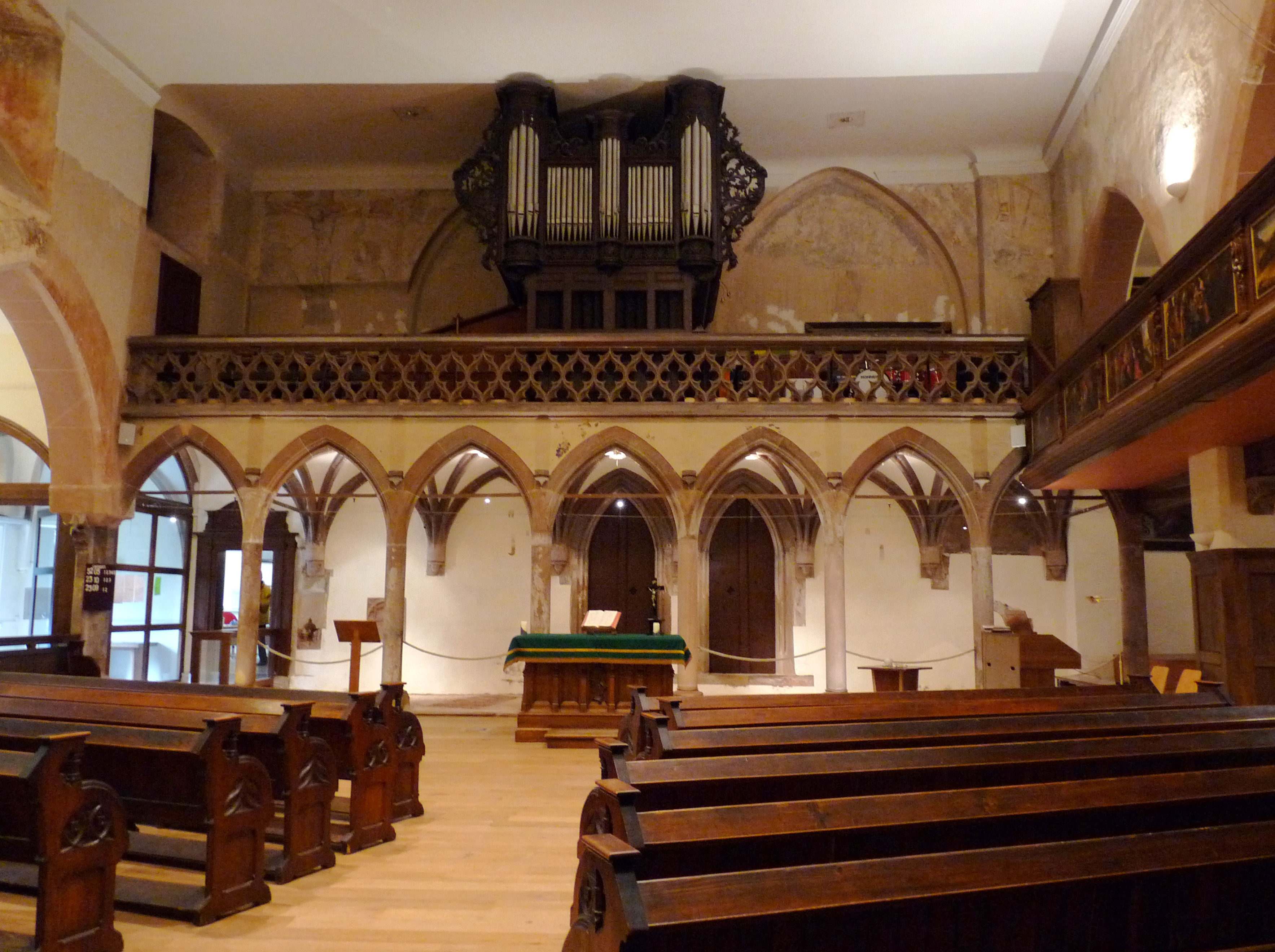
Interno del tempio protestante
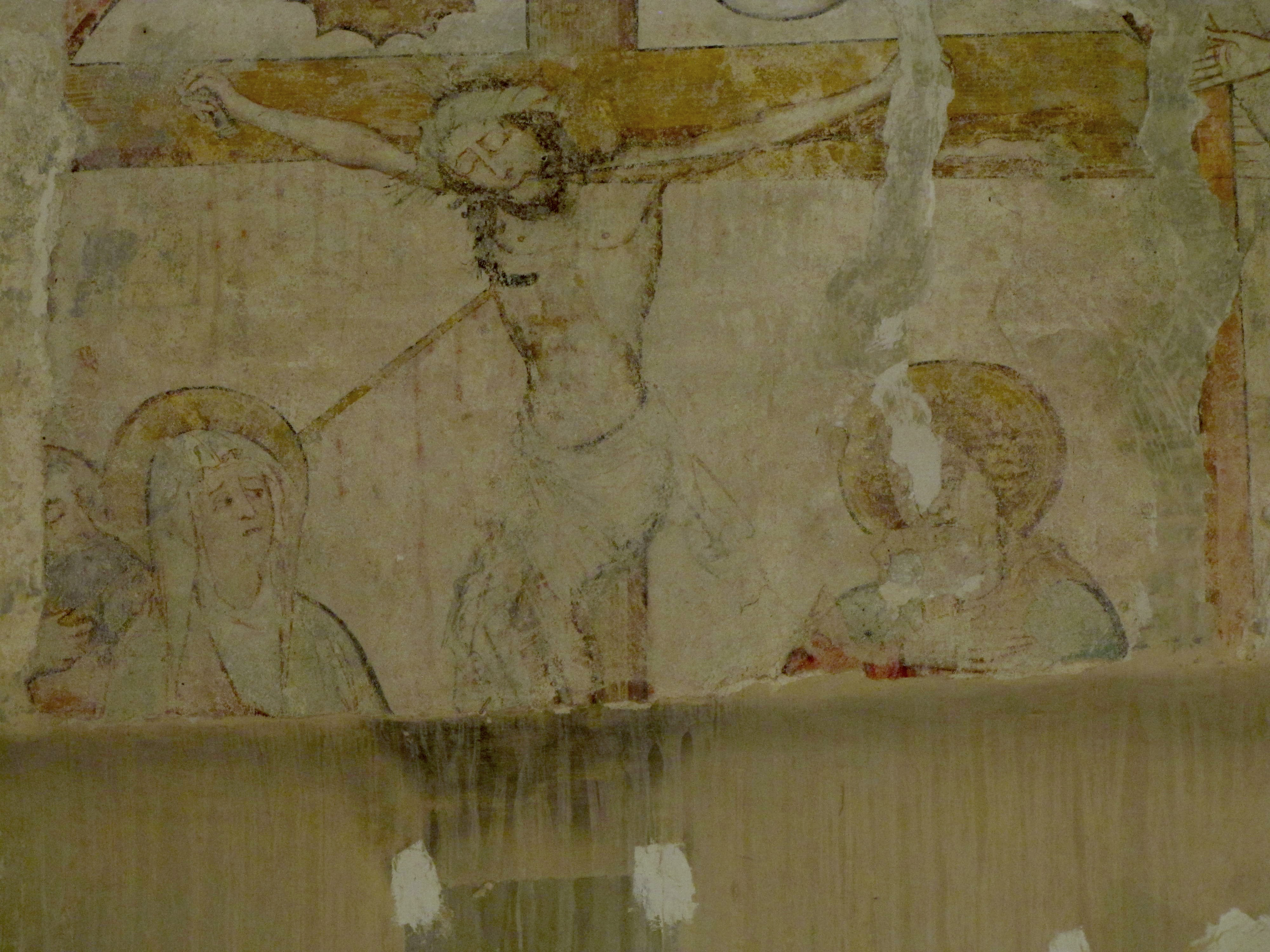
Affresco con la Crocifissione
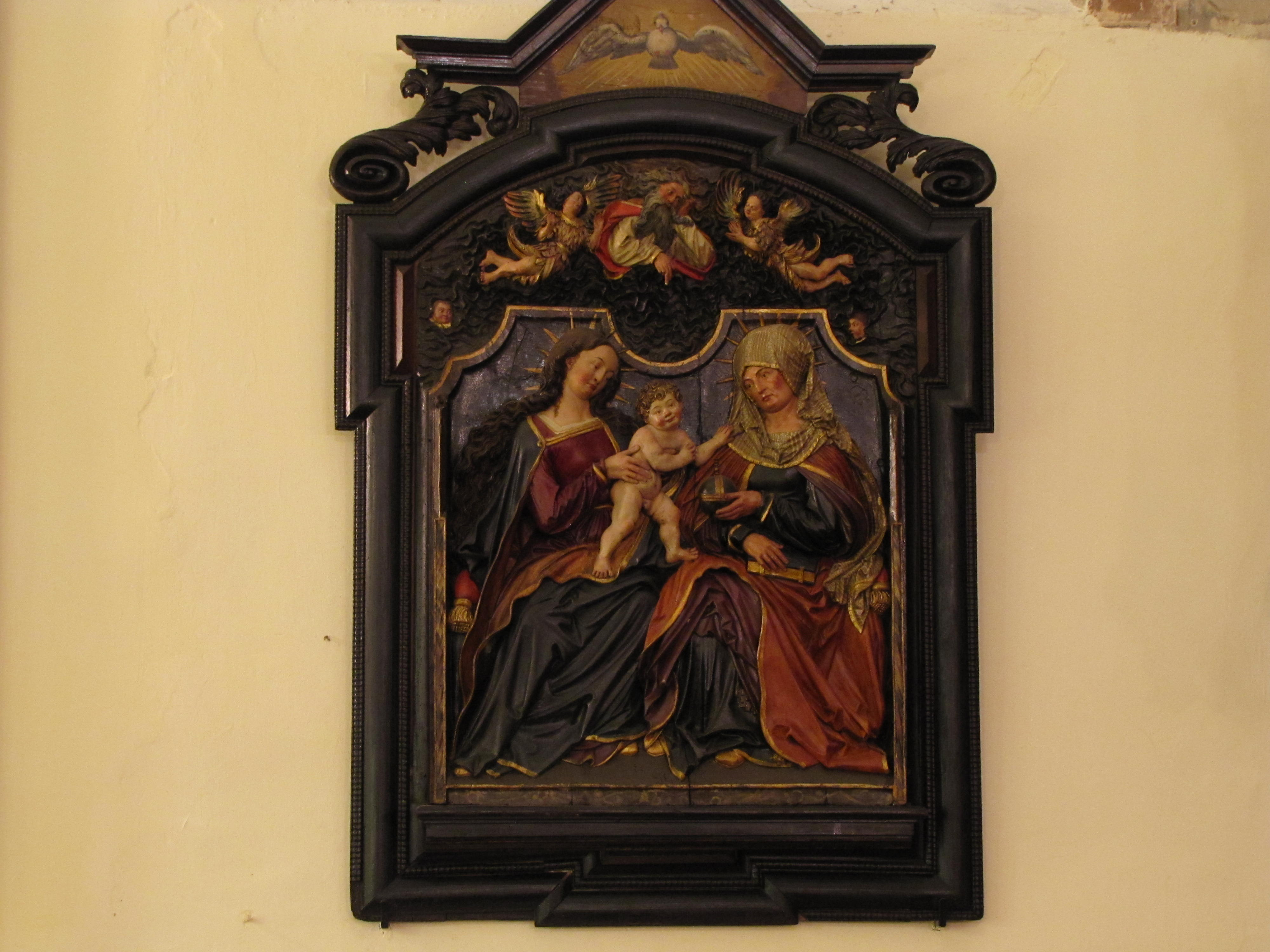
Sacra Parentela
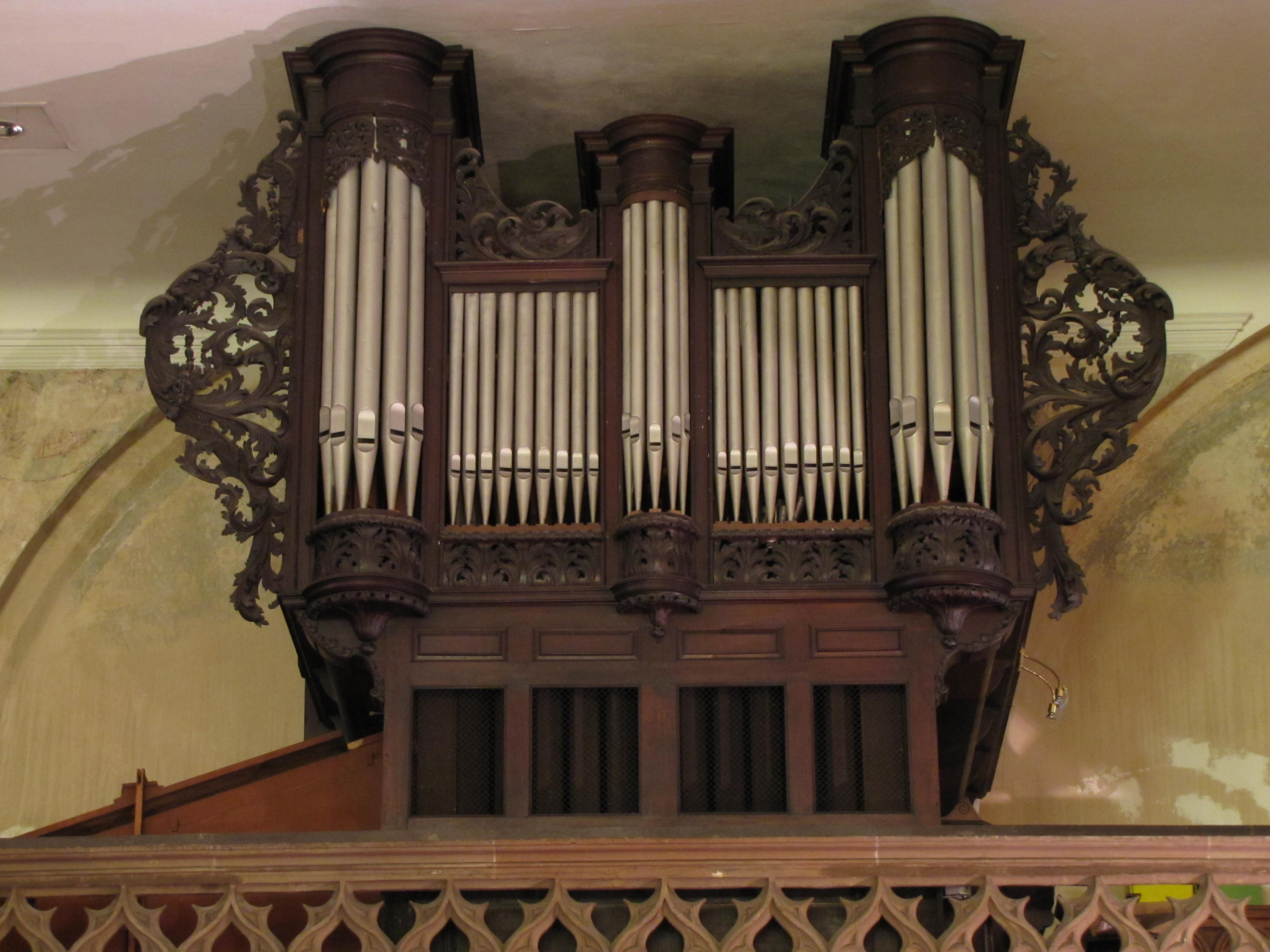
Organo Walcker